# Майские пакты
Майские пакты (исп. Pactos de Mayo) — международное соглашение, подписанное Чили и Аргентиной 28 мая 1902 года в Сантьяго-де-Чили с целью положить конец территориальному конфликту и упрочить дружбу между двумя странами. С аргентинской стороны договор подписал уполномоченный министр Хосе Антонио Терри, с чилийской — канцлер Хосе Франсиско Вергара Доносо.
Договор включал:
- Прелиминарный акт
- Главный договор об арбитраже
- Соглашение об ограничении морских вооружений
- Акт, требующий международного арбитра о назначении комиссии, для установки демаркационных вех на территории
- В последующем, 10 июля 1902 года был добавлен заключительный протокол

Предварительный акт содержал в себе прямой и безоговорочный отказ Аргентины и Чили от территориальной экспансии кроме «тех, что произойдут в соответствии с действующими договорами или заключёнными в будущем».
Главный договор об арбитраже предусматривал обязательство сторон предоставить на рассмотрение международного арбитража свои споры по любому вопросу, которые не могут быть разрешены прямыми переговорами. Арбитром первой инстанции признавалось правительство Великобритании, арбитром второй инстанции — правительство Швейцарской конфедерации
Договор об ограничении вооружений был следствием заключений, достигнутых посредством вмешательства представителей Великобритании в Аргентине и в Чили. Согласно ему Аргентина и Чили обязались: не вводить в строй новые военные корабли, включая уже строящиеся; уменьшить эскадры до достижения полной равноценности между обеими; не увеличивать морские вооружения в срок на пять лет.